# Svätá Mária
Svätá Mária est un village de Slovaquie situé dans la région de Košice.

## Histoire
Première mention écrite du village en 1261.
La localité fut annexée par la Hongrie après le premier arbitrage de Vienne le 2 novembre 1938. En 1938, on comptait 420 habitants dont 18 d'origines juives. Elle faisait partie du district de Medzibodrožie (hongrois : Bodrogközi járás). Le nom de la localité avant la Seconde Guerre mondiale était Svätá Mária/Szent-Mária. Durant la période 1938 - 1944, le nom hongrois Bodrogszentmária était d'usage. À la libération, la commune a été réintégrée dans la Tchécoslovaquie reconstituée.
Le hameau de Pavlovo était une commune autonome en 1938. Il comptait 192 habitants en 1938 dont 13 juifs. Elle faisait partie du district de Medzibodrožie. Le nom de la localité avant la Seconde Guerre mondiale était Pavlovo/Pálfölde. Durant la période 1938 -1944, le nom hongrois Pálfölde était d'usage.

## Démographie

### Évolution de la population
| Année:               | 1994. | 2004.   | 2014.   | 2024.    |
| -------------------- | ----- | ------- | ------- | -------- |
| Nombre de personnes: | 585   | 618     | 572     | 502      |
| Différence:          |       | +5,64 % | -7,44 % | -12,23 % |

| Année:               | 2023. | 2024.   |
| -------------------- | ----- | ------- |
| Nombre de personnes: | 509   | 502     |
| Différence:          |       | -1,37 % |